# Xosé Manuel Beiras Torrado

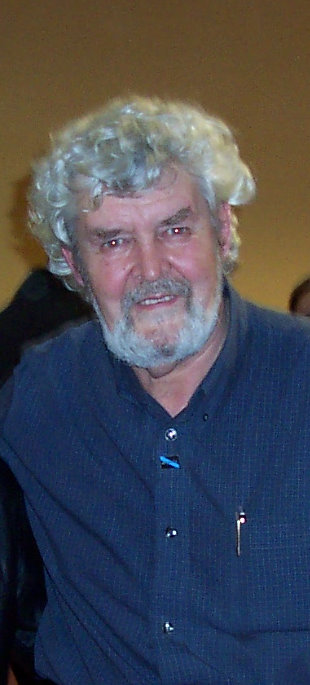
José Manuel Beiras Torrado

Xosé Manuel Higinio Beiras Torrado (Santiago de Compostela, 7 de abril de 1936) é um político e economista galego.

## Biografia
Na IX Assembleia do BNG foi eleito presidente do Conselho Nacional desta formação, e o seu porta-voz no Parlamento de Galiza. Em nossos dias, logo de abandonar a presidência do partido, encabeça uma corrente interna denominada "Encontro Irmandiño". Também desempenha a cátedra de Estrutura Económica da Faculdade de Ciências Económicas na Universidade de Santiago de Compostela.
Também é um prolífico escritor da Real Academia Galega. Seu pai foi Manuel Beiras, conselheiro de Santiago de Compostela nas primeiras eleições democráticas. Desde 1957 estudou Direito na Universidade de Santiago de Compostela. Em1958 licenciou-se e trasladou-se a Paris, onde se matriculou na Faculdade de Direito e Ciências Económicas. Também estudou Língua e Literatura francesa na Universidade de Paris-Sorbonne (1960); em 1961 desloca-se para a Escola de Economia de Londres (London School of Economics) para ampliar os seus conhecimentos nos estudos de Ciências Económicas. Outros biógrafos situam os estudos de Beiras nos anos de 1964/65 em Inglaterra do que a posteriori viria uns meses a Galiza (1965/66) para, como mestre, leccionar na Escola de Economia Política da Faculdade de Direito de Santiago; mais tarde (1966/67), graças a uma bolsa de estudos da Fundação March, seguiu um curso de especialização avançada e investigação com François Perrou no Institut de Sciencie Economique Apliquée (ISEA) de Paris. Em 1963 é membro fundador do PSG (Partido Socialista Galego) na sua clandestinidade; também ocupa o cargo da sub-direcção da Revista de Economia da Galiza (cargo que deixaria em 1968). Já em 1964 assume o cargo de Relações Internacionais, que voltaria a assumir em 1970; nesta etapa relaciona-se com outras formações europeias socialistas e o Moviment Socialista de Catalunya de Josep Pallach e Joan Raventós.
Em 1967 recebe o Prémio da Casa Galiza de Nova Iorque por seu livro O problema do desenrolo na Galiza rural. Já em 1968 volta  para a Galiza, esse mesmo ano começa a trabalhar como professor de Estrutura e Instituições Económicas na Faculdade de Económicas. Em 1969, colabora numa obra colectiva Introdução à economia galega de hoje publicada em Vigo, e foi relator na elaboração do Documento Conjunto PSG-UPG. Em 1970 estando uns meses em Madrid, no Colégio Maior Universitário César Carlos, publica a sua tese doutoral sobre o desenvolvimento económico e demográfico na Galiza entre 1900 e 1960 com o título Estrutura e problemas da população galega, com que ganha o Prémio Extraordinário de Doutoramento e consegue, também, ser professor adjunto na Cátedra de Estrutura Económica.
Em 1971 assume o cargo de secretário geral do PSG. Em 1972 publica em Vigo O atraso económico da Galiza, nesse mesmo ano oferecem-lhe o posto de Decano em funções durante as revoltas estudantis e operárias, emprego que reassumiria anos mais tarde. Dentre as suas colaborações colectivas em 1975, publicadas em Vigo, duas obras: A Galiza rural na encruzilhadae Contaminação industrial e desenvolvimento. Em 1977 deixa o cargo de secretário geral no PSG, depois de encabeçar as listas pela Corunha nas primeiras eleições gerais da transição democrática mas que não conseguiu ser designado Académico numerário da Real Academia Galega, cargo ao que renunciou tempos mais tarde. Também neste mesmo ano encarregou-se da direcção de uma investigação sobre o processo de modernização da agricultura galega, com fundos patrocinados pela Fundação Pedro Barrié e pela Universidade de Montpellier.
Em 1980 Beiras acedeu definitivamente à Cátedra de Estrutura Económica na Universidade de Santiago de Compostela. Em 1982  participou na constituição do Bloco Nacionalista Galego (BNG), entrando na sua Direcção Nacional e Permanente dando-lhe representação à Esquerda Nacionalista. Nesse ano saiu a sua publicação O atraso e Nós. Contribuição para um debate sobre o atraso económico"; em Fevereiro deste mesmo ano recebe o cargo por eleição de Decano da Faculdade de Ciências Económicas. Já no ano de 1984, Beiras, na companhia de outros autores, levou ao prelo a obra Dende Galiza: Marx. Homenagem a Marx no 1º centenário da sua morte e publicou outro livro Por uma Galiza liberada, obra em que vinha trabalhando desde 1976; neste mesmo ano, em Janeiro, voltaram a reafirmá-lo no cargo como Decano da Faculdade. Nas eleições de 24 de Novembro de 1985, Beiras é eleito deputado ao parlamento galego; também publica Constituição espanhola e nacionalismo galego: uma visão socialista. No decurso deste ano, Beiras, depois de um desentendimento com a presidência da RAG sobre da Lei de Normalização Linguística do Galego, deixa a Real Academia Galega. Em 1987 traduz para o galego a novela Os justos de Albert Camus, já tivera várias experiências neste âmbito da tradução, fruto disto foi Cartas a um amigo alemão, também do mesmo autor, e as obras de teatro traduzidas junto com José Luis Franco Grande nos anos 1958/59: Antígona, de Jean Anouilh e Não haverá guerra de Tróia de Jean Giradoux. Também neste mesmo ano, prestou a sua colaboração na Homenagem ao Mestre Sampedro (Homenagem ao Professor Sampedro). Esteve como mestre convidado na Universidade de Toulouse, já anteriormente estivera na de Coimbra (1976). Em 1988 traduziu do francês a obra de Anne Philipe: O tempo dum suspiro. Em 17 de dezembro de 1989 volta a se apresentar às eleições, e novamente ganha pela Corunha, junto com outros quatro representantes, e assume o cargo de porta-voz do grupo. Sobre o seu pensamento político e a trajectória, os escritores Francisco Picalho Maior e Miguel Anxo Fernán-Velho publicam um livro intitulado Conversas com José Manuel Beiras.
Já em 1990, em janeiro, tanto Beiras quanto os do seu grupo não aprovam uma proposição não de Lei sobre a autodeterminação do PSG-EG por não ver sentido, visto que a Câmara não tinha soberania por haver grupos espanhóis. Na legislatura de 1989/1993 foi expulso várias vezes da Câmara por se opor e, mesmo, tentar fazer uma moção de censura a Manuel Fraga. Nesse mesmo período, na proposta do pleno extraordinário de incêndios florestais, apresentou uma proposta de independência para Galiza e a reforma da Constituição, votando contra da proposta de Manuel Fraga sobre a administração única. Em 1991, Beiras publica o livro Prosas de combate e maldizer. Em 10 de março de 1993 não se mostrou de acordo perante a iniciativa do Partido Popular, governante na Galiza, de modificar o Regulamento do Parlamento e demonstrou o seu descontento deixando em seu assento parlamentar um sapato.
Nas eleições autonómicas de 2001 renova outra vez a sua cadeira, mas vê como o seu grupo perde um deputado, ficando em 17 assentos no total. Volta a se apresentar nas eleições de 21 de maio de 2003, quando seu grupo sobe a 26 deputados. Em 2004 decide não se apresentar nas eleições gerais de 16 de maio.